# Ранно средновековие
Ранното средновековие е период от човешката история и етап от Средновековната епоха, който е преход между Късната античност и Развитото средновековие. Спори се кога е началото му, но повечето историци приемат за това 476 година, когато Западната Римска империя пада под ударите на варварските германски племена. Краят му се отнася около 1000 година. За този период в Европа са характерни: Великото преселение на народите, падането на Западната Римска империя, раждането на нови варварски държави на мястото на рухналата империя, разширяването на Византийската империя на запад, създаването на славянски държави в Европа, разпространението на християнството сред варварските държави, арабските завоевания.
Характерна промяна за този период е отмирането на робовладелския обществено икономически строй и зараждането на феодалния строй. Проявяват се първите различия между Римската и Източнохристиянските църкви, като Римската и Цариградската църква водят упорита борба за надмощие (както религиозно, така и политическо) сред езическите държави. Това време се помни и с появата на различни ереси, предимно на изток.

## Западната Римска империя
По различни причини Римската цивилизация започва още през II век да отслабва, а това се отразява на урбанизация, морската търговия и на населението. Населението на Римската империя през периода 150 – 400 намалявя с около 20% или от 65 на 50 милиона. Някои учени са свързват намаляването на населението с понижаването на температурите в този период, което повлиява на посевите.
| Германски племена - Англи, Саксони - Франки - Готи - Вестготи - Остготи - Хуни - Вандали | Римска инперия - Западната империя - Източната империя |

В началото на III век германски народи мигрират на юг от Скандинавия и достигат до Черно море, създавайки огромни съюзи, които се противопоставят на местното население сармати. В Дакия (дн. Румъния) и в степите на север от Черно море готите, германски народ, създават най-малко две царства: Thervings и Greuthungs.
Пристигането на хуните през 372 – 375 завършва историята на тези царства. Хуните, съюз на централните азиатски племена, основават една империя с тюркоезична аристокрация. Те усвояват трудно уменията за стрелба с лък от кон. Готите търсят убежище в римската земи, като се съгласяват да влязат в империята като невъоръжени заселници. Въпреки това, подкупвайки граничарите на Дунав, успяват да внесат оръжията си.
Впоследствие само реформите на императорите Диоклециан и Константин Велики предотвратяват края на държавата. Но техните реформи само временно укрепват империята – в 395 година император Теодосий I поради невъзможността тя да бъде управлявана, разделя държавата на Източна и Западна Римска империя между синовете си Аркадий и Хонорий. Източната империя, по-известна като Византия, просъществува до 1453 година, когато е превзета от турците. Западната империя обаче агонизира – една след друга следват вълните на варварски нашествия, а страната не може да финансира войските си заради икономически упадък. Повечето историци приемат за край на държавата 476 година, когато римският император Ромул Августул е свален от германския вожд Одоакър.

## Велико преселение на народите
Великото преселение на народите е масово преселение на народи от Изток към пределите на Римската империя. Този процес започва през 3 – 4 век и завършва ок. 7 век. Той нанася непоправим удар върху Западната римска империя, която в 476 г. загива като държава. Създадени са нови, т.нар. „варварски“ държави на нейно място, по-големи от които са Франкското и Лангобардско кралства.

## Разцвет на Ранна Византия
Варварските нашествия не подминават Източната римска империя (Византия), но благодарение на отличното си географско разположение и развита икономика тя успява да се съвземе и да оцелее за още близо 1000 години. 5 век е времето на падането на Западната Римска империя. Германският вожд Одоакър изпраща знаците на властта от детронирания Ромул Августул на византийския император Зенон през 476 година, който признава властта му над Рим.
Това е и време на ереси. При император Юстиниан I държавата преживява истински разцвет. През 534 – 535 година е покорено Вандалското кралство в Северна Африка. След дълга кампания, около 20 години, е отвоювана Италия от остготите през 555 година. През последното десетилетие от управлението на този владетел – 60-те години на 6 век, е превзета и малка част от Вестготска Испания. Така Средиземно море отново става „римско море“, а Римската империя (поне според византийците) е възстановена. Но тези успехи имат и своята слаба страна – мирът с персите на изток е купен с цената на злато, а Балканите все по-често са нападани от славяни. През 567 година е създаден Аварският хаганат, който покорява част от славяните. Това образувание става опасно за Византия, тъй като напада ромейските владения, заедно със славяните. Император Маврикий прави опит да ги спре, но армията се разбунтува, императорът е свален и замисълът му пропада. На изток е водена война с Персия, която завършва през 628 година с победа за византийците.
Скоро обаче се появява нов опасен противник – арабите, които следват новосъздадената религия Ислям. За период, по-малък от един век, те покоряват почти всички владения на Византия в Африка и Азия, с изключение на Мала Азия. Дори на два пъти – през 674 – 678 и 717 – 718 година арабите обсаждат неуспешно Константинопол.
На Балканите от друга страна се създава Българската държава през 681 година, която става опасен съперник за византийските владения на Балканите.
Периодът 730 – 843 година е белязан от появата на иконоборството, което разтърсва из основи империята. След неговото отхвърляне през 843 година държавата отново тръгва нагоре. Покръстени са постепенно българите, сърбите, временно русите и хърватите, основно заради мисионерската дейност на Кирил и Методий.
Българският цар Симеон I си поставя за цел завладяването на византийската столица, но неуспешно. Едва след неговата смърт Византия може да си отдъхне. При Никифор II Фока и Йоан I Цимисхий са отвоювани значителни територии от арабите. През 1018 година е завладяна България след близо половинвековна борба.

## Създаване на България
Велика България се създава около 632 година, когато е отхвърлена властта на аварите и начело застава хан Кубрат. През 635 година му е даден ранг на патриций от византийския император Ираклий. Скоро след смъртта на Кубрат обаче, държавата се разпада под ударите на хазарите и петте сина на владетеля – Батбаян, Котраг, Аспарух, Кубер и Алцек се разделят. Някои историци са на мнение, че всъщност българската държава е създадена именно в 632 година, а синовете Аспарух и Котраг са продължители на държавната традиция в новите си земи, тоест – те владеят части от Велика България.
Аспарух се насочва към река Дунав и се установява в областта Онгъла. Обезпокоен, василевсът Константин IV Погонат потегля срещу него, но е разгромен. Българите продължават на юг, подписан е мирен договор в 681 година – създава се България, като Византия трябва да плаща годишен данък. При наследника на Аспарух – Тервел (701 – 718) – страната се разширява на юг от Стара планина, а той получава титлата „кесар“, помагайки на Юстиниан II Ринотмет да си върне константинополския трон.
В средата на 8 век страната изживява дълбока криза, но при хановете Телериг (768 – 777) и Кардам (777 – 802) България излиза бавно от упадъка. Хан Крум, който е владетел от 802/3 до 814 година, увеличава териториите на държавата на север, запад и юг, като дори убива византийския император Никифор I Геник през 811 година. При сина му Омуртаг завоеванията са затвърдени.
През 864 година България приема християнството от Византия през управлението на княз Борис I (852 – 889). Освен това той води оживена дипломатическа дейност, като лавира между Рим и Константинопол, проявявайки се като блестящ дипломат. Пак по време на неговото управление България извоюва църковна самостоятелност и приема учениците на Кирил и Методий. Въведен е славянският език като език на Църква и държава. Първият син на Борис – Владимир-Расате, прави неуспешен опит за връщане на езичеството, заради което е свален от власт и ослепен. На негово място идва Симеон I – другият син на Борис, под чиято власт страната изживява Златния си век. България опира на три морета и става хегемон в Европейския Югоизток. Симеон се провъзгласява за „цар на българи и ромеи“. При цар Петър I, наследил Симеон в 927 година, страната отслабва – през 968 и 969 година в пределите на страната нахлува киевският княз Светослав, а след това и император Йоан I Цимисхий.
Византийците завладяват Североизточна България със столицата Преслав, но в непокорените западни земи борбата продължава. Цар Самуил и неговите братя се опълчват срещу Византия. Водена е близо половинвековна борба с ромеите, но накрая България е завладяна от Византия през 1018 година.

## Инвазията на исляма
Между VI r и X  в. арабският свят води поредица от войни с Византия, и с целият християнски свят. По-забележителни са гръко-персийските войни( Персийско-византийска война 420-422Персийско-византийска война 502-506 Персийско-византийска война 526-532 Персийско-византийска война 542-562 Персийско-византийска война 572-591 Персийско-византийска война 602-628). През 692 г. Юстиниан II нарушава мира с арабите, но е разбит.  през 708-709  Юстиниан II губи втора поредна война с арабите, което води частичната загуба на Кападокия и Киликия за Византия.  Също така през 717 г. арабите обсаждат Константинопол, който е удържан единствена благодарение на намесата на българите. Според мнозина историци  сраженията на  Тервел  при Константинопол (717) и на Карл Мартел при Поатие (737)  са повратен момента в борбата с арабите.  От 30-те години на X век насетне византийските армии постигат големи успехи срещу съседните на Византия арабски емирства, останки от разпадналия се Абасидски халифат. Тези усилия стават особено интензивни през 60-те и началото на 70-те години, когато Никифор II Фока и Йоан Цимисхий завладяват Крит, Кипър, Киликия, Сирия, части от Месопотамия и Армения. Със самостоятелното управление на Василий II идва краят на тази експанзия.Най-голямата заплаха за източните граници на Византия по това време произхожда от династията на Фатимидите, която се установява в Египет малко преди възцаряването на Василий и оспорва агресивно сюзеренитета му над Хамданидското емирство около град Алепо в Северна Сирия. Византийските войски претърпяват няколко сериозни поражения,  с походите през 995 и 999 г. Византия успява да защити Хамданиското емирство. През 1001 г. е сключено примирие между Византия и Фатимидите, което се задържа до 1025 г. така Василий, успява да използва максимално ресурсите на Византия срещу България.